# Mursijské náboženství

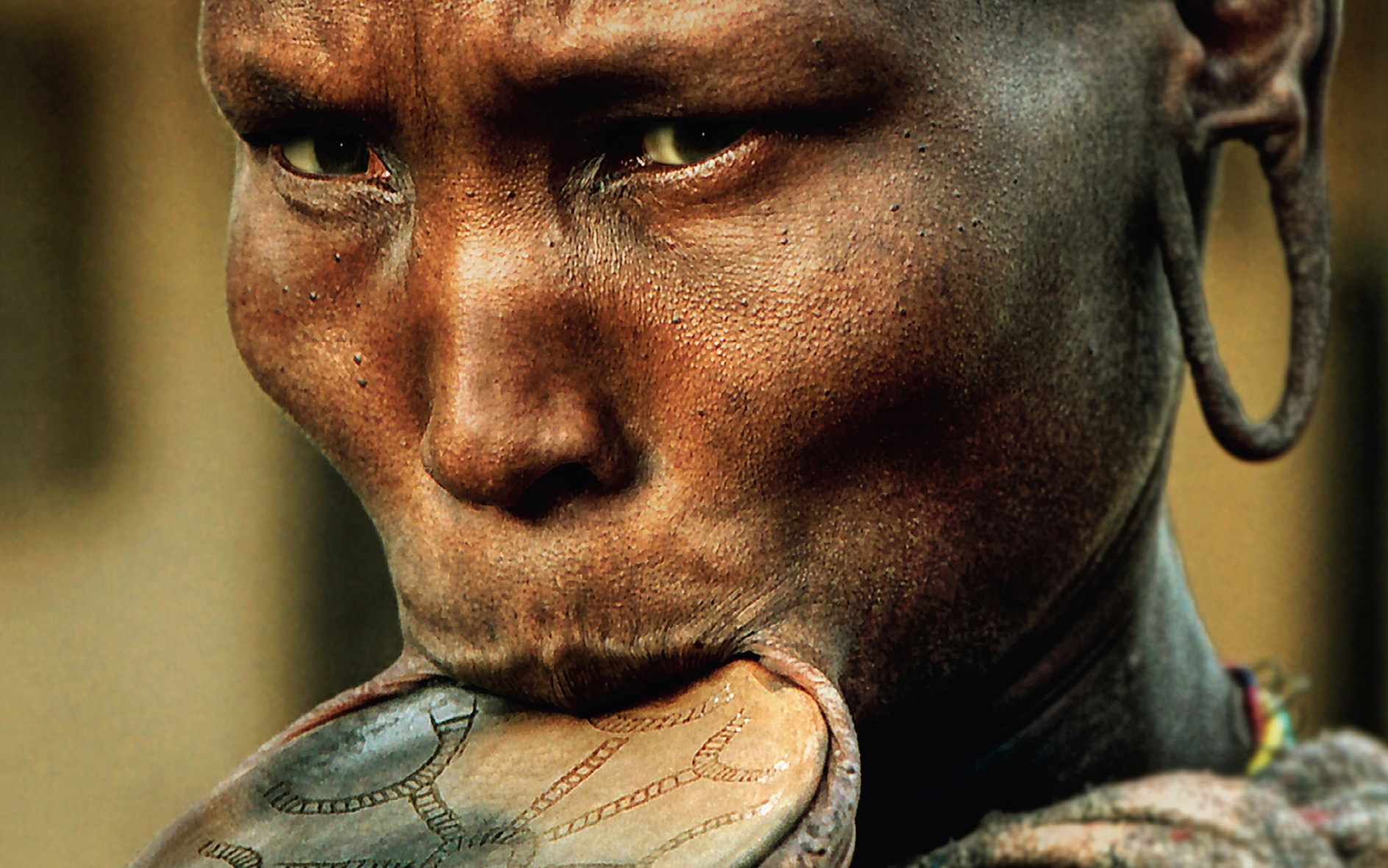
Žena etnika Mursi v Etiopii

Mursijské náboženství je tradiční africké náboženství surmického etnika Mursi žijícího na obou stranách hranice Jižního Súdánu a Etiopie. Mursiové hovoří surmickým jazykem mursina patřícím do nilo-saharské jazykové rodiny. Sami sebe ve svém jazyce nazývají mún a svůj jazyk múnén. Mursiové (muži i ženy) se zdobí jizvovým tetováním, tzv. skarifikací. Dospívajícím dívkám jsou proříznuty spodní rty, do nichž se vkládá dřevěný nebo terakotový talířek (débíá túgóin), jehož velikost se postupně zvětšuje až k průměru 30 cm. Z tohoto důvodu jsou dívkám také vyraženy některé zuby. 
Náboženství Mursiů velmi úzce souvisí s léčitelstvím. Nemoc je v mursijské společnosti nazírána jako narušení vztahů mezi lidmi, vztahů s Bohem, případně vztahů s přírodou. Mursiové vyznávají nebeského Boha, kterého nazývají Tumwi, v jiném dialektu Tumu. Tumwi prodlévá na nebesích, někdy se může zjevit v podobě duhy, jindy v podobě ptáka. Nejvyšší bůh Tumwi je pánem deště. Žádný rozvinutý systém obětí předkům Mursiové nepěstují. Byly zaznamenány ochranné amulety vyráběné z kořenů některých keřů a stromů. Surmické kmeny neznají žádný posmrtný mód lidské existence; lidská existence podle jejich představ definitivně končí smrtí. Mrtvé tělo je pro lidi nečisté, nesmí se jej dotýkat s výjimkou příslušníků klanu k tomu určeného. V mursijském náboženském systému hraje klíčovou roli kněz komoru, a léčitelka ngerre.

## Kněz komoru
Nejvyšší kněz, komoru (nebo též kómórú), má mezi Mursii nejen náboženskou, ale také sociální funkci. Je náboženským vůdcem, který provádí rituály pro dobro kmene či vesnice, určuje čas konání náboženského festivalu a obětování býka, krávy nebo kozy náleží při náboženské oběti výhradně jemu. Má autoritu podobnou náčelníkovi kmene a poradní hlas mezi staršími. Komoru je prostředníkem mezi lidmi a bohem Tumwiem. Kněží pocházejí podle afrikanisty a religionisty Ondřeje Havelky ze tří kněžských klanů – Garakuli, Bumai a Komorte, přičemž nejvyšší komoru může vzejít pouze z klanu Komorte. Hlavní funkcí kněze je přivolávání deště, na němž závisí život Mursiů především. Před obdobím dešťů kněz organizuje náboženský festival s cílem přivolat déšť.
Vedle kněze je v mursijské společnosti znám také věštec nazývaný hírásábáj (jinak též híráhátá), který vykládá své prorocké sny, ale také sny lidí a vysvětluje význam událostí. Přípravu náboženských obřadů má na starosti kamisi.

## Léčitelka ngerre
Léčitelka ngerre se v mursijské společnosti zabývá léčbou těch nemocí, které podle Mursiů pramení u boha Tumwiho. Léčbou běžných nemocí, na které zabírají obecně známé byliny se zabývají léčitelé nani. Ngerre komunikuje s bohem Tumwiem a zjišťuje, proč nemocný onemocněl a jak příčinu v duchovní rovině odstranit. Ngerre na rozdíl od kněze pomáhá konkrétnímu jedinci. Ngerre se rovněž specializují na kletby, a to jak na jejich aktivaci, tak ochranu před nimi anebo jejich zrušení.

## Přechodové rituály
Malby na těle mají ochraňovat před nemocemi a před zlými duchy. Každý typ malby a každá použitá barva má konkrétní ochranné účinky. Hlína a jíl z jejich území jsou pro Mursie posvátné – znamenají jejich vazbu k místu i kmeni a často se jimi potírají. Pokud se muži vracejí z delší cesty, pokrývají si obličeje popelem a totéž činí lidé ve vesnici, aby tak zabránili možnému útoku duchů, kteří by mohli se skupinou do vesnice přijít.
U Mursiů hrají důležitou úlohu přechodové rituály. U dívek je to zejména vkládání talířku do spodního rtu v období dospívání, u chlapců je to první účast v tradičním boji s dřevěnou tyčí nazývaném donga. Cílem je údery tyčí přemoci soupeře, přičemž by se neměl zabít. Dalším přechodovým rituálem pro dospívající chlapce je skákání přes býky. Jde o rituál, při němž je do řady postaveno šest býků, po nichž chlapec skáče ve snaze nespadnout a doskákat až na posledního býka. Poté se pije čerstvá býčí krev.